# Ріккі Остертун
Ріккі Остертун (нім. Ricki Osterthun; нар. 2 травня 1964) — колишній німецький тенісист.
Найвищу одиночну позицію світового рейтингу — 58 місце досяг 19 жовтня 1987, парну — 67 місце — 24 квітня 1989 року.
Здобув 1 одиночний та 3 парні титули.
Найвищим досягненням на турнірах Великого шолома було 4 коло в одиночному розряді.

## Фінали за кар'єру

### Одиночний розряд (1–2)
| Результат | В-П | Дата     | Турнір                    | Покриття  | Суперник                 | Рахунок                 |
| --------- | --- | -------- | ------------------------- | --------- | ------------------------ | ----------------------- |
| Перемога  | 1–0 | Лип 1985 | Гілверсум, Нідерланди     | Ґрунт     | Кент Карлссон (тенісист) | 4–6, 4–6, 6–2, 6–4, 6–3 |
| Поразка   | 1–1 | Тра 1986 | Мюнхен, Західна Німеччина | Ґрунт     | Еміліо Санчес Вікаріо    | 6–1, 6–3                |
| Поразка   | 1–2 | Жов 1987 | Тулуза, Франція           | Килим (i) | Тім Майотт               | 6–2, 5–7, 6–4           |

### Парний розряд (3 перемоги)
| Результат | В-П | Дата     | Турнір          | Покриття   | Партнер       | Суперники                    | Рахунок       |
| --------- | --- | -------- | --------------- | ---------- | ------------- | ---------------------------- | ------------- |
| Перемога  | 1–0 | Чер 1987 | Афіни, Греція   | Ґрунт      | Торе Мейнеке  | Ярослав Навратіл Том Найссен | 6–2, 3–6, 6–2 |
| Перемога  | 2–0 | Жов 1988 | Тулуза, Франція | Тверде (i) | Том Найссен   | Мансур Бахрамі Гі Форже      | 6–3, 6–4      |
| Перемога  | 3–0 | Кві 1989 | Ніцца, Франція  | Ґрунт      | Удо Ріглевскі | Гайнц Ґюнтгардт Балаж Тароці | 7–6, 6–7, 6–1 |